# Aquitania (ort)
Aquitania är en ort i Colombia.   Den ligger i departementet Boyacá, i den centrala delen av landet, 170 km nordost om huvudstaden Bogotá. Aquitania ligger 3 027 meter över havet och antalet invånare är 5 718. Den ligger vid sjön Laguna de Tota.
Terrängen runt Aquitania är kuperad. Runt Aquitania är det ganska glesbefolkat, med 23 invånare per kvadratkilometer. Aquitania är det största samhället i trakten. Trakten runt Aquitania består i huvudsak av gräsmarker.